# Gesänge für die Kreuzkapelle zu Mauersberg
Die Gesänge für die Kreuzkapelle zu Mauersberg (RMWV 13) sind ein geistliches Chorwerk des Dresdner Kreuzkantors Rudolf Mauersberger. Sie entstanden nach Texten der Bibel und des Gesangbuchs. Mauersberger komponierte sie von 1954 bis 1956 für Solostimmen, Chor und Orgel.

## Entstehungsgeschichte und Textauswahl
Die Verleihung des Nationalpreises der DDR ermöglichte es Mauersberger, in seinem Heimatort Mauersberg im Erzgebirge den Bau der Kreuzkapelle und der Familiengruft zu finanzieren. Nach der Weihe der Kapelle am 5. Juli 1953 arrangierte Mauersberger vorhandene Werke für die Kapelle um und schrieb neue. Zu den neu komponierten gehören die Gesänge für die Kreuzkapelle. Mauersberger widmete die Gesänge der Kantorei und Kurrende zu Mauersberg unter der Leitung von Kantor Arno Meyer.
Sie gliedern sich in die fünf Wandsprüche der Kreuzkapelle und zwei Bearbeitungen. Die Wandsprüche sind Texte aus der Bibel und dem Gesangbuch, die Mauersberger für die Wandgestaltung der Kapelle auswählte. Themen der Texte sind Tod und Ewigkeit sowie Sterben und Auferstehung.

## Musikalische Mittel
Die Kapellensprüche sind einfach gestaltet, daraus gewinnen sie ihre Nachdrücklichkeit.  Die einfachen Texte  werden durch Wortwiederholungen und das Hervorheben bestimmter Verben in der sonst syllabischen Tonverteilung gestaltet. So wird in Herr, lehre doch mich der Herr-Ruf wiederholt, Verben wie helfen und hoffen werden hervorgehoben.
Die Orgel hat begleitende Funktion, bekommt aber bei Vor-, Zwischen- und Nachspielen einen eigenen Wert, zum Beispiel in Wohlauf, wohlan zum letzten Gang! in der Art eines Trauermarsches. Bei der Bearbeitung von Ich weiß ein lieblich Engelspiel kommen Zimbelstern, kleine Glocke und Celesta der Orgel zum Einsatz.

## Struktur
Der Aufbau folgt dem Rudolf-Mauersberger-Werke-Verzeichnis.
| RMW 13                                             | Werktitel                                                                                              | Bemerkungen                                      | Besetzung                                     | Autograph                          |
| -------------------------------------------------- | --- | ------------------------------------------------ | --------------------------------------------- | ---------------------------------- |
| Die Wandsprüche der Kreuzkapelle (Kapellensprüche) | |                                                  |                                               |                                    |
| 1                                                  | Herr, lehre doch mich und Unsere Väter hofften auf dich                                                |                                                  | Sopran, Alt und Orgel                         | 1955 / 3. Aug. 55                  |
| 2                                                  | Und alles dieses währet, wenns hoch kommt, achtzig Jahr und Mein Vater und meine Mutter verlassen mich |                                                  | für zwei Frauen- oder Kinderstimmen und Orgel | 1955 / 4. Aug. 1955                |
| 3                                                  | Wohlauf, wohlan zum letzten Gang! und Du Herberg in der Wanderzeit                                     |                                                  | für Sopran, Alt und Orgel                     | 1955 / 4. Aug. 1955                |
| 4                                                  | Gedenke der vorigen Zeit bis daher und Denn ich bin ein Pilgrim wie alle meine Väter                   |                                                  | für vierstimmigen gemischten Chor und Orgel   | 1955, 5. Aug. 1955                 |
| 5                                                  | Herr, lehre doch mich und Denn ich ein Pilgrim wie alle meine Väter                                    |                                                  | für vierstimmigen Männerchor und Orgel        | 1954 / 16. Aug. 1954 in Mauersberg |
| Bearbeitungen                                      | |                                                  |                                               |                                    |
| 6                                                  | Welt, Ade! Ich bin dein Müde                                                                           | von Johann Rosenmüller Text: Abraham Teller      | für dreistimmigen gemischten Chor und Orgel   | 1955                               |
| 7                                                  | Ich weiß ein lieblich Engelspiel                                                                       | Weise: 14. Jahrhundert Text: Heinrich Laufenberg | für dreistimmigen gemischten Chor und Orgel   | 1956 / Aug. 1956 in Mauersberg     |